# PKP-Baureihe SN81
Die Baureihe SN81 waren Triebwagen der Polnischen Staatsbahn (PKP) für den Regional- und Vorortverkehr auf nicht elektrifizierten Nebenstrecken. Die Fahrzeuge besaßen eine dieselmechanische Antriebsanlage.
Von der Serie wurden sechs Fahrzeuge hergestellt. Die SN81-001–004 und 006 waren im Raum Schlesien im Vorortverkehr eingesetzt, der SN81-005 als Inspektionsfahrzeug auf der Linia Hutnicza Szerokotorowa. Sie waren bis zum Jahr 2015 in Betrieb. Der SN81-001 wurde vor dem Hauptgebäude von Polregio aufstellt.

## Geschichte
Um im Konkurrenzkampf mit regionalen Busunternehmen Mitte der 1980er Jahre zu bestehen, plante die PKP an die Beschaffung eines einfachen und leichten Fahrzeuges auf der Basis von Schienenbussen. 1988 stellte die Firma Kolzam in Racibórz ein solches Fahrzeug als zweiteiliges Fahrzeug her, das aus einem Motor- und einem Steuerwagen bestand, die beide fest miteinander verbunden waren. Nach diesem Fahrzeug wurden noch fünf weitere Wagen produziert. Es wurde die Fertigung einer größeren Anzahl von Fahrzeugen vereinbart, die aber nicht zustande kam.
Die Normalspurfahrzeuge wurden zunächst im Raum Schlesien eingesetzt, danach in Białystok und im Raum Łódź. SN81-001 wurde bei einem Zusammenstoß 2008 so schwer beschädigt, dass sich eine Reparatur nicht mehr lohnte. Er wurde nach 2010 nach Warschau gebracht und bei Polregio aufgestellt. SN 81-002 und 003 wurden um 2015 verschrottet, SN81-004 und 006 waren 2015 in einem Unfall verwickelt und nicht mehr betriebsfähig.

## Technische Merkmale
Das zweiteilige Fahrzeug mit einem fest miteinander verbundenen Motor- und Steuerwagen wurde aus Kostengründen aus je zwei der bei Kolzam hergestellten WOA-29-Motordraisinen gefertigt. Die beiden Fahrzeugteile besaßen keinen Übergang, erst später erhielten die SN81 002 und 003 Toiletten und Übergänge sowie LED-Richtungsanzeiger eingebaut. Die Elektroinstallationen wurden bei ihnen sowie bei den SN81 004 und 006 erneuert, ebenso die Motoren überholt.
Der innenliegende Radsatz des Triebwagens besaß ein mechanisches Fünfgang-Getriebe, Gas- und Kupplungspedal und wurde von einem Dieselmotor mit 150 PS Leistung angetrieben. Das Fahrzeug war mit einer behelfsmäßigen Zug- und Stoßeinrichtung versehen.
Die Sechszylinder-Viertakt-Dieselmotoren kamen aus dem Lastwagenbau. Standardmäßig war das Fahrzeug nur mit einem Funktelefon ausgerüstet.